# Daniel François de Gélas de Lautrec
Daniel Charles Albert François, hrabia de Gelas-Voisins, wicehrabia de Lautrec (zm. 30 sierpnia 1753 roku w Paryżu) – francuski dyplomata.
Od roku 1743 był francuskim posłem przy Elektorze Bawarii w Monachium.